# Green Bay (Michigansjön)

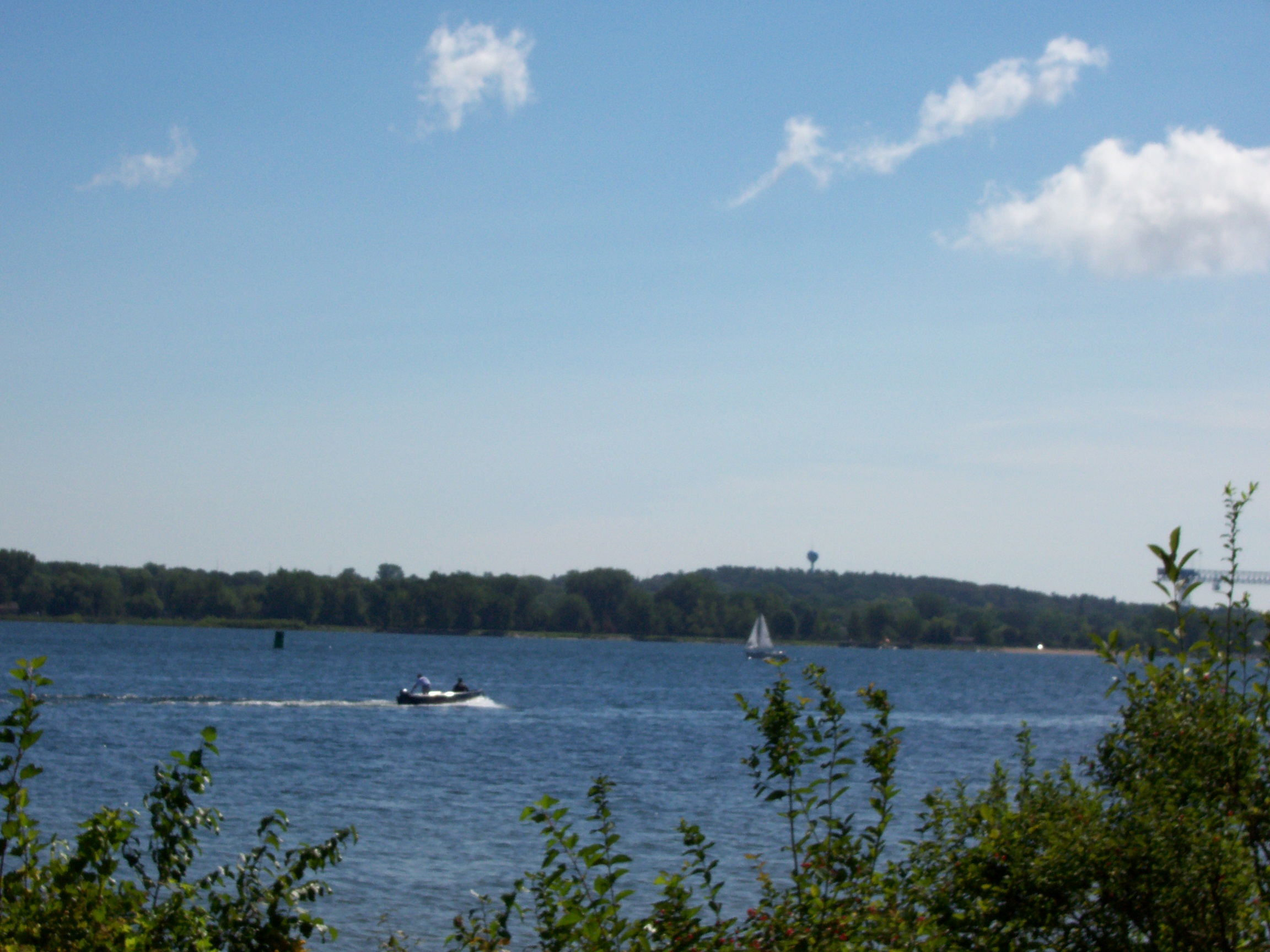
Vy över Sturgeon Bay, en vik av Green Bay.

Green Bay är en vik på Michigansjöns västra sida i östra Wisconsin.
Längst in i viken ligger staden Green Bay, Wisconsin